# 2e armée (Empire russe)
Pour les articles homonymes, voir 2e armée.
La deuxième armée est une unité de l'armée impériale russe engagée sur le front de l'Est pendant la Première Guerre mondiale. Pratiquement détruite lors de la bataille de Tannenberg en août 1914, elle est reconstituée à partir de septembre 1914 et participe à plusieurs batailles jusqu'à sa dissolution en 1918.

## Historique

### Formation et désastre de Tannenberg (été 1914)

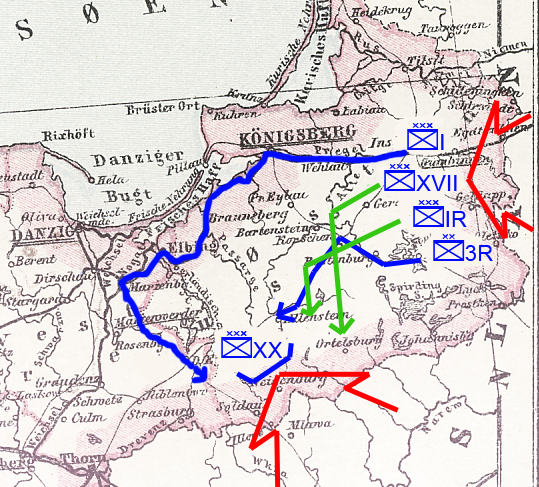
L'avancée des deux armées en Prusse-Orientale.

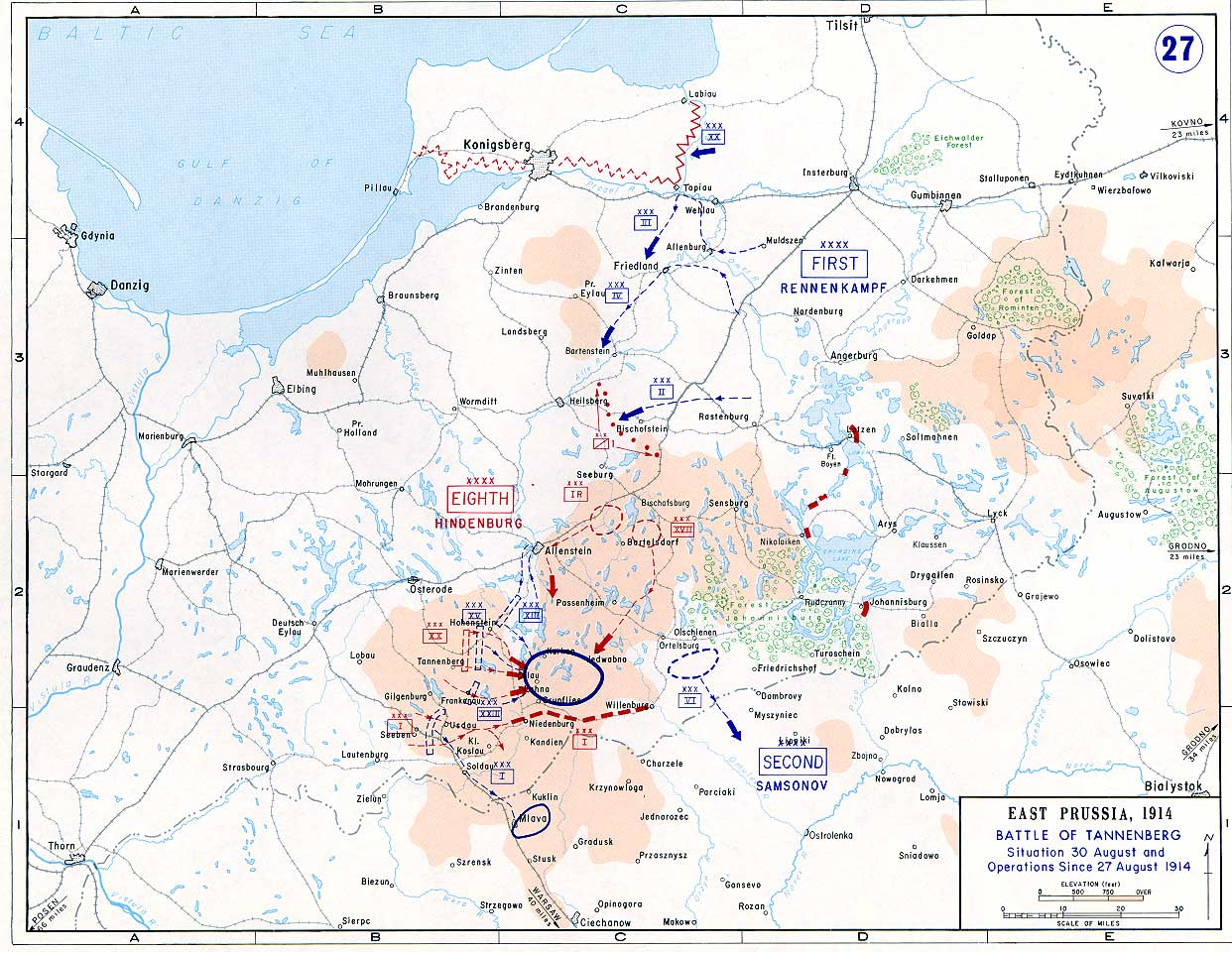
L'encerclement de l'Armée à Tannenberg.

La 2e armée est créée lors de la mobilisation russe de 1914 sous le commandement d'Alexandre Samsonov, précédemment commandant du district du Turkestan, avec son quartier général à Wołkowysk. Il a pour mission d'envahir de la province de Prusse-Orientale. Avançant dans cette région par sa frontière sud-est, il doit rejoindre la 1re armée menée par Paul von Rennenkampf qui, elle, avance en Prusse-Orientale par le nord-est. Cependant, l'animosité entre les deux hommes empêche une coordination efficace. Les Russes doivent traverser la Pologne, souvent hostile à leur égard, et laisser des unités pour garder les voies de communication : c'est pourquoi les corps d'armée sont bien en deçà de leurs effectifs normaux, on estime qu'il en manque 18 %, rien que pour l'infanterie.
La 2e armée russe, qui possède pourtant un avantage numérique sur la 8e armée allemande menée par Paul von Hindenburg et Erich Ludendorff, se fait encercler et réduire à néant à la bataille de Tannenberg entre le 26 et le 29 août 1914 sans que les troupes de Rennenkampf n'interviennent. Seuls 10 000 hommes sur les quelque 200 000 que possède la 2e armée parviennent à échapper à l'hécatombe. 92 000 soldats russes sont faits prisonniers. Incapable de supporter une telle défaite et de rapporter l'ampleur du désastre au tsar Nicolas II, Samsonov se suicide près de Willenberg le 29 août.

### Reconstitution et combats de septembre 1914 à 1918
Les unités rescapées du désastre participent à la première bataille des lacs de Mazurie au début de septembre 1914. À partir de la mi-septembre, la 2e armée est reconstituée dans la région de Pułtusk et rattachée à la Région fortifiée de Varsovie. Elle participe à la bataille de la Vistule en septembre-octobre 1914 sous le commandement de Sergueï Scheidemann, puis à la bataille de Łódź en novembre-décembre 1914.
En juillet-août 1915, sous le commandement de Vladimir Vassilievitch Smirnov (ru), la 2e armée participe à la bataille de Varsovie qui entraîne la perte de ce qui reste de la Pologne russe. En septembre-octobre 1915, elle parvient cependant à arrêter l'avance allemande en Lituanie lors de la bataille de Sventiany (aujourd'hui Švenčionys).
En mars-avril 1916, la 2e armée commandée par Alexeï Evert et Alexeï Kouropatkine, en l'absence du chef nominal Vladimir Vassilievitch Smirnov (ru), conduit l'offensive du lac Narotch (ou Naratch, à la limite de la Biélorussie et de la Lituanie) pour soulager l'armée française qui est durement éprouvée dans la bataille de Verdun. La 2e armée est repoussée avec de lourdes pertes.
Après la révolution russe d'octobre 1917, la 2e armée n'a plus d'activité identifiable. Elle disparaît en 1918.

## Organisation

### Août 1914
- Ier corps (Saint-Pétersbourg) : 22e (Novgorod) et 24e (Pskov) divisions d'infanterie ;
- IIe corps (Grodno), transféré à la 1re armée le 22 août : 26e (Grodno) et 43e (Vilnius) divisions d'infanterie ;
- VIe corps (Białystok) : 4e (Łomża) et 16e (Białystok) divisions d'infanterie ;
- XIIIe corps (Smolensk) : 1re (Smolensk) et 36e (Orel) divisions d'infanterie ;
- XVe corps (Varsovie) : 6e (Ostrów) et 8e (Varsovie) divisions d'infanterie ;
- XXIIIe corps (Varsovie) : 3e division d'infanterie de la Garde (Varsovie) et 2e division d'infanterie (Modlin) ;
- Corps de la Garde (Saint-Pétersbourg), transféré à la 9e armée : 1re (Saint-Pétersbourg) et 2e (Saint-Pétersbourg) divisions d'infanterie de la Garde ;
- 1re brigade de fusiliers (Lodz) ;
- cavalerie : 4e (Białystok), 5e (Samara) et 6e (Varsovie) divisions de cavalerie ;
- Réserve, n'ayant pas eu le temps d'arriver sur le front : 59e, 76e, 77e et 79e divisions d'infanterie.

### Printemps 1916
- Groupe Nord (Plechkov (en))
  - Ier corps sibérien (Plechkov) : 1re et 2e divisions sibériennes
  - Ier corps (Alexandre Alexandrovitch Douchkievitch) : 22e et 59e divisions
  - XXVIIe corps (Dmitri Vassilievitch Balanine) : 45e et 76e divisions
  - IIIe corps caucasien (Vladimir Alexandrovitch Irmanov) : 21e et 52e divisions
  - VIIe corps de cavalerie (Gueorgui Alexandrovitch Toumanov) : 6e et 8e divisions de cavalerie

- Groupe Centre (Leonid Ottovitch Sirelius)
  - IVe corps sibérien (Sirelius) : 9e et 10e divisions sibériennes
  - XXXIVe corps (Ferdinand Wewel) : 56e et 104e divisions

- Groupe Sud (Piotr Semionovitch Balouïev)
  - Ve corps (Balouïev) : 7e et 10e divisions
  - IIIe corps sibérien (Vladimir Trofimov) : 7e et 8e divisions sibériennes
  - XVe corps (Fedor Torklus) : 6e et 8e divisions
  - XXXVIe corps (Nikolaï Korotkevitch) : 25e et 68e divisions

- Réserve : 
  - XXXVe corps (Pavel Parkhevski) : 55e et 67e divisions

## Commandants
- Alexandre Samsonov (du 19 juillet au 30 août 1914)
- Sergueï Scheideman (de mi-septembre au 5 décembre 1914)
- Vladimir Vassilievitch Smirnov (ru) (du 5 décembre 1914 au 8 avril 1917)
- Antoni Andreïevitch Veselovski (du 8 avril au 12 juillet 1917)
- Nikolaï Alexandrovitch Danilov (du 12 juillet au 7 août 1917)
- Piotr Dimitrievitch Telechnikov (du 7 août au 22 novembre 1917)
- Alexeï Konstantinovitch Baïov (du 20 novembre au 24 décembre 1917)
- (Inconnu) (du 21 décembre 1917 à ?)